# Động đất Eketāhuna 2014
Động đất Eketāhuna 2014 (tiếng Anh: 2014 Eketāhuna earthquake) là trận động đất xảy ra vào lúc 15:52 (NZDT), ngày 20 tháng 1 năm 2014. Trận động đất có cường độ 6.2 richter, tâm chấn độ sâu khoảng 34 km. Không có cảnh báo sóng thần cho trận động đất này. Hậu quả trận động đất đã làm 3 người bị thương.